# Pero Blaževski
Pero Blaževski (en macédonien : Перо Блажевски), né le 28 septembre 1972 à Skopje, est un joueur macédonien de basket-ball. Il évolue au poste d'ailier.

## Palmarès
- Coupe de Macédoine 1993, 1994, 1997, 1998, 1999, 2000, 2001, 2011